# Мохамед Улд Абдел Азиз
Мохамед Улд Абдел Азиз (арап. محمد ولد عبد العزيز, Акжужт, 20. децембар 1956) мауритански је политичар који је обављао функцију председника Мауританије од 2009. до 2019. године. Као један од водећих официра у мауританијској војсци, био је главна личност у пучу 2005. којим је срушен с власти дотадашњи председник Мауја Улд Сид'Ахмед Таја, и затим поновно у пучу из 2008. против Сидија Улда Шеика Абдалахија. Након тог пуча, Абдел Азиз је дошао на чело привремене владе, Великог државног већа. Одступио је с те функције у априлу 2009. да би се кандидовао за председника на изборима у јулу, на којима је и победио. Мандат му је отпочео 5. августа 2009. године.
Од јануара 2014. године, Абдел Азиз је преузео једногодишњи мандат председника Афричке уније. Дана 30. јануара 2015. на тој функцији наследио га је Роберт Мугабе.